# Malesherbia
Malesherbioideae es una subfamilia de plantas distribuida en la región andina y desiertos costeros de Chile y Perú, y en oeste de Argentina. Passifloraceae, con un género, Malesherbia.
Están relacionadas química y morfológicamente con Passifloraceae y Turneraceae. La presencia de una corona y los contenidos de glicósidos cianogenéticos, permiten erigir una familia en sentido amplio Passifloraceae (cf. APGII 2003). Semillas reticuladas y número cromosómico más próximos a Turneraceae x:7. Goldberg y Cronquist las incluyen en el orden Violales.
Comprende 57 especies descritas y de estas, solo 20 aceptadas.

## Taxonomía
El género fue descrito por Ruiz y Pavón y publicado en Florae Peruvianae, et Chilensis Prodromus 45. 1794. La especie tipo es: Malesherbia thyrsiflora Ruiz & Pav.

## Especies aceptadas
A continuación se brinda un listado de las especies del género Malesherbia aceptadas hasta julio de 2014, ordenadas alfabéticamente. Para cada una se indica el nombre binomial seguido del autor, abreviado según las convenciones y usos.
- Malesherbia angustisecta
- Malesherbia ardens
- Malesherbia arequipensis
- Malesherbia auristipulata
- Malesherbia campanulata
- Malesherbia densiflora
- Malesherbia deserticola
- Malesherbia fasciculata
- Malesherbia haemantha
- Malesherbia humilis
- Malesherbia lactea
- Malesherbia lanceolata
- Malesherbia linearifolia
- Malesherbia lirana
- Malesherbia obtusa
- Malesherbia paniculata
- Malesherbia rugosa
- Malesherbia scarlatiflora
- Malesherbia splendens
- Malesherbia tenuifolia
- Malesherbia tocopillana
- Malesherbia tubulosa
- Malesherbia turbinea
- Malesherbia weberbaueri